# Кузин, Лев Тимофеевич
Ку́зин Лев Тимофе́евич (1928—1997) — кибернетик, доктор технических наук, профессор, лауреат Государственной премии СССР. Основатель широко известной отечественной кибернетической школы на базе кафедры кибернетики МИФИ.

## Период до начала 60-х
Кузин получает звание кандидата технических наук по радиофизике в 1951. В течение 15-ти лет он работает в качестве ведущего научного сотрудника в военном исследовательском институте, получает степени доктора философии и доктора технических наук.
В последующие десять лет занят с правительственным заказом в области технической кибернетики. Основной помехой при разработке больших системных комплексов становится расхождение между теорией и инженерной практикой. С одной стороны теория была слишком абстрактна, удалена от практических потребностей. С другой стороны разработчики системных комплексов не имели эффективных инженерных методов. В частности, основ обучения специалистов было недостаточно для успешных разработок; у инженеров была особенная потребность в хороших базовых знаниях, касающихся системного анализа, исследования операций и кибернетики. Вот почему многие исследования и попытки разработок часто приводили в тупик.
Эти причины вынудили его сменить должность, поступить в педагогический институт и начать академическую деятельность, чтобы усовершенствовать программу обучения для управляющих, разработчиков технических системных комплексов и хорошо сбалансировать инженерную и теоретическую базу. Особенность этого образовательного направления заключалась в приспособлении существующих методов и разработки новых теоретических подходов к решению реальных задач, возникающих при разработке больших технических системных комплексов. В это время он был приглашён сотрудничать с Московским Инженерно-Физическим Институтом (МИФИ), где 4 июля 1963 года создаётся кафедра «Управляющие электронные вычислительные машины», в дальнейшем переименованная в кафедру «Кибернетики». Возглавил кафедру — Лев Тимофеевич Кузин.

## Период с 1963 по 1975
Лев Кузин был награждён Государственной премией СССР. Он был удостоен её за инновационный взгляд в будущее технической кибернетики и его изобретательность и нововведение основополагающих технологий.
В течение первых двух лет работы в МИФИ он сконцентрировал свои усилия на детальной подготовке академической программы, планов и расписаний для новой специальности по обучению инженеров-математиков. Образовательная система имела острую нехватку литературных источников по кибернетике, которые были бы написаны на хорошем инженерном уровне. Так в 1973 году появляется его труд «Основы кибернетики. Математические основы кибернетики», том 1.
В это время его научные интересы были связаны с интерактивными вычислениями. Отметим, что в 60-х и 70-х автоматические вычисления в СССР были особенно значимы для обработки данных в промышленности. В 70-х его интересы переместились исключительно в область компьютеров. Почти в то же самое время он стал руководителем проекта (проект «Банк Данных», продвигаемый Академией Наук СССР) и собрал несколько команд исследователей, поставив перед ними задачу применить модели вычислений к базам данных и базам знаний, став пионером в области искусственного интеллекта в России. 

## Период с 1975 по 1983
В период 1973—1976 годов он написал серию статей, в которых он изложил концептуальные основы того, как организовать среду и окружение, где люди смогут на самом деле излагать свои знания. Следующим увлечением Кузина стали интерактивные вычисления, работающие в режиме разделения времени.
С 1980 он был одним из ведущих исследователей серии промышленных проектов, один из которых «Интеллектуальные вычисления». В первой половине 70-х появлается понятие баз данных. И почти одновременно с этим рождается направление, которое мы сейчас называем искусственным интеллектом, и понятие баз знаний. Большинство из вычислительных идей продвигались больше в направлении как автоматизировать промышленную рутинную работу с огромными базами данных, чем как представлять и извлекать знания и создать базу знаний, которая была бы способна объединиться с базами данных. И Кузин начинает работать в этом направлении.

## После 1983
В период до середины 80-х он собрал воедино весь свой опыт и знания в области информационных систем, чтобы решить проблемы, касающиеся использования возможности информационного обмена, а также применения реляционных баз данных и мета-реляционных баз знаний. Его главная идея основывалась на образе действия группы экспертов, когда они действовали сообща и старался получить сходную по принципу действия систему. Он осознавал важность создания технических систем искусственного интеллекта. Кузин и его соратники к этому времени завершили формирование концепции, которую они назвали «Интеллектуальный банк данных», или ИБД. Он описал взаимодействия между компонентами его многоосновной информационной системы человек-машина. В это же время Кузин и его команда провели серию конференций и симпозиумов, чтобы открыто обсудить цели и результаты, достигнутые в этом направлении.
С середины 1980-х с группой помощников он поддержал развитие тем смежных направлений с направлением «информационные технологии». В частности, он был заинтересован идеей применения категориального исчисления к области моделей данных. Так появилось направление, называемое лямбда-исчислением.